# Borboroides gorodkovi
Borboroides gorodkovi är en tvåvingeart som beskrevs av Mcalpine 2007. Borboroides gorodkovi ingår i släktet Borboroides och familjen myllflugor. Inga underarter finns listade i Catalogue of Life.